# ジョン・バーリーコーン
ジョン・バーリーコーン (John Barleycorn) はイングランド民謡。この唄の登場人物「ジョン・バーリーコーン」は、重要な穀物である大麦と、それから作られるアルコール飲料であるビール及びウィスキーとを擬人化したもの。この唄では、ジョン・バーリーコーンは攻撃、死、侮辱を被るものとして表されており、これは刈入れや麦芽製造などの大麦栽培の様々な段階に対応する。
この唄は少なくとも表面上は酒の力を賞賛する唄であり、歌詞の一部は伝統的に乾杯の言葉として口ずさまれる が、ジョン・バーリーコーンの物語は異教信仰を表していると解釈する向きもある。ジョン・バーリーコーン、より正確にはその初期の形は、サクソン・イングランドの初期の教会によって、異教徒が元のアングロ=サクソンの多神教からキリスト教に改宗するのを促すために利用されたのではないかとも言われている。ジョン・バーリーコーンは自然のサイクル、精霊、収穫という異教的宗教の観念形態を表している（かつまた人身供犠を表しているかもしれない）が、この唄はジョン・バーリーコーンがキリストのような人物だと示すためにキリスト教化 (en) されているというのが、この発想の論拠となっている。
大麦の擬人化であるバーリーコーンは、大いなる受苦に遭遇した後、不愉快な死に屈する。しかしこの死の結果、パンを作ることができる。つまりバーリーコーンは他の人々が生きるために死ぬことになる。終には彼の身体はパンとして食されるだろう。これをキリスト教の秘蹟と化体の概念になぞらえてみれば、いかにこの唄がキリスト教を利するものであったか想像に難くない。有名な賛歌 We Plough the Fields and Scatter は、収穫祭の時に同じ節 (ふし) でよく歌われる。
イギリスのギタリスト、ジョン・レンボーンは、登場する三人の男のモチーフは、この唄が16世紀ロンドンの宿屋や酒場で盛んに歌われた古い自由民の唄のひとつであったことを示しているかもしれないと書いている。

## 様々なバージョン
この唄には数え切れないほどのバージョンが存在する。1568年のバナタイン写本 (Bannatyne Manuscript) にもこの唄のひとつのバージョンが収められ、17世紀以降のイングランドのブロードサイド (片面刷りの紙に印刷された俗謡:en) のバージョンはありふれている。スコットランドの詩人ロバート・バーンズ が1782年に彼自身のバージョンを出版したり、近代のバージョンも数多い。バーンズのバージョンは物語をやや神秘めかしており、原形からは離れているものの、以後のバラッドのほとんどのバージョンの手本となった。
バーンズのバージョンは次のように始まる
There was three kings into the east,

  Three kings both great and high,

And they hae sworn a solemn oath

  John Barleycorn should die.
東へ赴く三人の王ありき

偉大にして高潔なる三人の王

して三人厳かに誓いを立てたり

ジョン・バーリーコーン死すべしと
或る古いイングランドのバージョンは次のように進行する

There was three men come out o' the west their fortunes for to try,

And these three men made a solemn vow, John Barleycorn must die,

They plowed, they sowed, they harrowed him in, throwed clods upon his head,

And these three men made a solemn vow, John Barleycorn was dead.
運試しに西から来た三人の男がおりました

この三人、厳かに誓って言うよう、ジョン・バーリーコーンは死なねばならぬ

三人は耕し、種をまき、彼を鋤き込み、彼の頭上に土をかけた

そして三人、厳かに宣言した、ジョン・バーリーコーンは死んだと
より古いバージョンがバーンズのバージョンと似ているのは、大麦を擬人化していること、そして時には様々な職人によって大麦が虐待されたり殺されたりするという点のみである。バーンズのバージョンはしかしながらそれらのモチーフを省略している。バーンズのバージョンで神秘的な王とされたのは、17世紀初頭のバージョンでは実のところ、酒によって倒され、その雪辱を果たそうとジョン・バーリーコーンに復讐を挑む普通の男たちだった。
Sir John Barley-Corn fought in a Bowl,

  who won the Victory,

Which made them all to chafe and swear,

  that Barley-Corn must dye.

別の古いバージョンにはジョン・バーリーコーンが粉屋に復讐する場面がある
Mault gave the Miller such a blow,

That from [h]is horse he fell full low,

He taught him his master Mault for to know

  you neuer saw the like sir.

## 翻案・編曲
ジェームズ・フレイザーの有名な著作『金枝篇』を信奉する人々は、しばしばこの唄を引用し、この唄はいにしえの名残であり、フレイザーのいわゆる「聖なる王」(en) にして植物の精霊たる者が豊穣儀礼 (en) において人身御供として死するという風習を今に伝えるものであるとしている。
ジョン・バーリーコーンの試練は、バーンズのバージョンに示されるように、フリーメイスンリーのシンボリズムから来ているかもしれない。バーンズは1781年にフリーメイスンリーに加入しており、儀式的な死と再生はいくつかのメーソン儀礼の一部をなしている。この詩にオカルト的シンボリズムがあるとすれば、けだしメーソン儀礼のシンボリズムがその源泉である。
この唄は数多くのバージョンが録音されてきたが、最も有名なのはトラフィックによるもので、彼らのアルバム John Barleycorn Must Die はこの唄にちなんで名づけられた。また、ファイア・アンド・アイス (en)、ゲイ・ボルグ、バート・ヤンシュ、ジョン・レンボーン・グループ、ペンタングル、マーティン・カーシー (en)、ザ・ウォータースンズ (en)、スティーライ・スパン (en)、ジェスロ・タル、フェアポート・コンヴェンション (en)、ザ・ミンストレルズ・オブ・メイヘム (en)、フランク・ブラック (en)、クリス・ウッド (en)、ウディ・リソーヤー (en)、マディ・プライアー (en)、ヘザー・アレグザンダー (en)、ティム・ヴァン・エイケン (en)、ルーク・ヘインズ、その他多くの演奏者も録音している。ジャック・ロンドンは、アルコール中毒の闘病談を語る1913年の自伝的小説を John Barleycorn と題した。この唄はまた、サイモン・エマースン (en) の「The Imagined Village」プロジェクト (en) の要でもある。マーティン&イライザ・カーシーはアルバム The Imagined Village でポール・ウェラーと並んでこの唄を演じた。ビリー・ブラッグ (en)はウェラーの代役としてライブで歌った。